# 42 Isis
För andra betydelser, se Isis (olika betydelser).
42 Isis eller 1939 GM är en asteroid upptäckt 23 maj 1856 av den brittiske astronomen Norman Robert Pogson i Oxford. Asteroiden har fått sitt namn efter Isis, en gudinna inom egyptisk mytologi.